# Design thinking
Design thinking – proces odnoszący się do procesów poznawczych, strategicznych i praktycznych, dzięki którym koncepcje projektowe (propozycje nowych produktów, usług itp.) są opracowywane przez projektantów i/lub zespoły projektowe. Celem tej metody jest rozwiązywanie problemów, stworzenie nowych, innowacyjnych produktów, usług lub procesów poprzez określenie prawdziwych potrzeb pojedynczego użytkownika.

## Definiowanie design thinking
Istnieje wiele sposobów opisywania i definiowania metody design thinking. Część z nich odnosi się do etapów procesu oraz ich efektów. W literaturze najczęściej przytacza się następujące opisy:
- Model Double Diamond – Design Thinking jest przedstawiony jako naprzemienne cykle myślenia dywergencyjnego i konwergencyjnego. Obie fazy przebiegają jedna po drugiej.
- Pięcioetapowy model Design Thinking – jeden z najpopularniejszych modeli, na który składa się 5 etapów: empatia, diagnoza potrzeb, generowanie pomysłów, prototypowanie i testowanie.
- Podejście McKinsey Design – model ten opiera się na czterech wartościach: analitycznym przywództwie, wielofunkcyjnym talencie, ciągłej iteracji oraz doświadczeniu użytkownika.

Proces design thinking (myślenia projektowego) może być z powodzeniem wykorzystywany m.in. w coachingu kariery, jako jedna z metod pracy z klientem nad jego rozwojem zawodowym oraz wspierająca zmianę zawodową.

## Etapy procesu design thinking
Najbardziej popularny model procesu design thinking składa się z 5 etapów, dążących do jak najlepszego rozwiązania problemu (ulepszenia usługi lub produktu). Proces design thinking nie powinien jednak być traktowany linearnie i wiele technik wspiera wielokrotne przenikanie się kolejnych etapów.

### Empatia
Empatia polega na dostrzeżeniu perspektywy użytkownika (produktów, usług) i zrozumieniu jego potrzeb. Na tym etapie pozyskiwane są wszelkie dane dotyczące użytkownika, np. dotyczące wykształcenia, trybu życia, charakteru, stosunku do usługi lub produktu, relacji z innymi ludźmi. W celu realizacji tego procesu wykorzystuje się różne narzędzia, m.in. mapę empatii, tworzenie tzw. persony czy wywiady etnograficzne. Informacje uzyskane podczas tego etapu determinują pracę w kolejnych etapach procesu design thinking.

### Definiowanie problemu (diagnoza potrzeb)
Proces ten polega na podsumowaniu zebranych podczas pierwszego etapu danych i ustaleniu realnych potrzeb użytkownika. Informacje zebrane w trakcie tego procesu pozwalają na analizę potencjalnych zmian w produkcie lub usłudze, by jak najlepiej spełniała ona wymagania użytkownika. Technikami stosowanymi w trakcie tego etapu są np. burza mózgów, braindumping lub technika 635, a jego efektem – stworzenie zagadnienia procesowego, które będzie analizowane w kolejnym etapie. Materiał badawczy uzyskany na tym etapie powinien być na tyle wyczerpujący, by umożliwił stworzenie realnego opisu sytuacji, dzięki której możliwe będzie ustalenie problemu.

### Generowanie pomysłów
Etap ten służy wygenerowaniu pomysłów, które są odpowiedzią na zagadnienie procesowe ustalone w trakcie diagnozy potrzeb.

### Budowanie prototypów (prototypowanie)
Budowanie prototypów jest jedną z bardziej skutecznych, wizualnych technik analitycznych używanych do pozyskiwania potwierdzania potrzeb użytkownika poprzez iteracyjny proces tworzenia modelu lub projektu. Jest ono również wykorzystywane do optymalizowania doświadczeń użytkownika,  do  oceny różnych opcji projektowych i jako podstawa do opracowania końcowego rozwiązania. Prototypy dzielą się na prototypy 2D (np. schemat, storyboard, moodboard), prototypy 3D (np. makiety) i prototypy odgrywane (np. scenka rodzajowa, opowiadanie). Każdy z tych rodzajów można łączyć z innym.

### Testowanie
Etap ten polega na przetestowaniu rozwiązania w realnym środowisku użytkownika. Osoby, na których odbywa się testowanie nowych produktów lub usług, powinny mieć jak najwięcej wspólnego z profilem użytkownika stworzonym w trakcie wcześniejszych etapów. Jeśli wynik testowania jest negatywny, należy wrócić do poprzednich etapów procesu design thinking lub rozpocząć go od nowa.